# Лавьоль
Лавьо́ль (фр. и окс. Laviolle) — коммуна во Франции, находится в регионе Рона — Альпы. Департамент коммуны — Ардеш. Входит в состав кантона Антрег-сюр-Волан. Округ коммуны — Ларжантьер.
Код INSEE коммуны — 07139.

## Население
Население коммуны на 2008 год составляло 124 человека.
| 1962 | 1968 | 1975 | 1982 | 1990 | 1999 | 2008 |
| ---- | ---- | ---- | ---- | ---- | ---- | ---- |
| 145  | 176  | 160  | 148  | 119  | 130  | 124  |

## Экономика
В 2007 году среди 78 человек в трудоспособном возрасте (15—64 лет) 42 были экономически активными, 36 — неактивными (показатель активности — 53,8 %, в 1999 году было 63,8 %). Из 42 активных работали 30 человек (21 мужчина и 9 женщин), безработных было 12 (7 мужчин и 5 женщин). Среди 36 неактивных 6 человек были учениками или студентами, 16 — пенсионерами, 14 были неактивными по другим причинам.